# Solnetschny (Chabarowsk)
Solnetschny (russisch Со́лнечный) ist eine Siedlung städtischen Typs in der Region Chabarowsk (Russland) mit 12.267 Einwohnern (Stand 1. Oktober 2021).

## Geographie
Die Siedlung liegt an der Ostseite der Mittelgebirgskette Mjaotschan (auch Mjao-Tschan), knapp 270 km Luftlinie nordöstlich der Regionshauptstadt Chabarowsk und 30 km nordwestlich der Großstadt Komsomolsk am Amur. Solnetschny liegt am linken Ufer des Flüsschens Silinka, das in Komsomolsk von links in den Amur mündet.
Solnetschny ist Verwaltungszentrum des gleichnamigen Rajons Solnetschny.

## Geschichte
Der Ort entstand Anfang der 1960er-Jahre im Zusammenhang mit der Erschließung von Zinnerzlagerstätten in den Bergen westlich des Ortes um die 15 km entfernte Siedlung Gorny, als dort das Solnetschny-Bergbau- und Anreicherungskombinat (Solnetschny GOK) errichtet wurde. 1963 nahm das Werk den Betrieb auf; dieses Jahr gilt auch als Gründungsjahr des Ortes, der anfangs Ortsteil der heutigen Siedlung Gorny war, die seit 1958 den Namen Solnetschny trug. Diese Bezeichnung steht für Sonnige (Siedlung), von russisch Solnze für Sonne.
1966 wurde die neue, nun bereits größere Siedlung als eigenständige Siedlung städtischen Typs ausgegliedert, wobei der Name Solnetschny auf diese überging, während das ursprüngliche Solnetschny seither den Namen Gorny trägt, von russisch gora für Berg, also etwa Bergsiedlung. Am 23. März 1977 wurde Solnetschny Verwaltungszentrum eines neuen, aus dem Rajon Komsomolsk herausgelösten Rajons.

### Bevölkerungsentwicklung
| Jahr | Einwohner |
| ---- | --------- |
| 1970 | 07.943    |
| 1979 | 13.128    |
| 1989 | 17.331    |
| 2002 | 14.415    |
| 2010 | 13.306    |
| 2021 | 12.267    |

Anmerkung: Volkszählungsdaten

## Kultur und Sehenswürdigkeiten
In den letzten Jahren hat sich das gut 1500 m hohe Mjaotschan-Gebirge – begünstigt durch seine gut erreichbare Lage nahe der Großstadt Komsomolsk – zu einem regional bedeutenden Touristikzentrum entwickelt, insbesondere für Wintersport. In den Jahren 2003 und 2004 wurden hier mehrere alpine Skipisten mit Liftanlagen bei den neu errichteten Skizentren und Hotels Choldomi und Amut Snow Lake (benannt nach dem kleinen Bergsee Amut) eröffnet.

## Wirtschaft und Infrastruktur
Nachdem der Bergbau um Solnetschny ab Mitte der 1980er Jahre wegen Erschöpfung der rentabel förderbaren Erzvorkommen (neben Zinn auch Kupfer und Blei) praktisch zum Erliegen gekommen ist und der Ausstoß des Anreicherungswerkes in Solnetschny zuletzt nur noch wenige Hundert Tonnen Erzkonzentrat pro Jahr betrug, prägt heute vor allem die Forstwirtschaft Siedlung und Rajon.
Nächstgelegene Bahnstation ist Chalgasso, etwa 20 km östlich an der Baikal-Amur-Magistrale. Vorbei an Chalgasso führt auch eine Straße von Komsomolsk nach Solnetschny und weiter die Silinka aufwärts in die Berge.

## Persönlichkeiten
- Jewgeni Pljuschtschenko (* 1982 in Solnetschny), Olympiasieger und dreifacher Weltmeister im Eiskunstlauf